# George Jackson (wielrenner)
George Jackson (Wellington, 20 februari 2000), is een Nieuw-Zeelands wielrenner. Zijn eerste overwinningen behaalde hij op Aziatische bodem, zo won hij twee etappes en drie klassementen in de Ronde van het Taihu-meer.

## Overwinningen
2022
Bergklassement Joe Martin Stage Race
2023
3e en 4e etappe Ronde van het Taihu-meer
Eind-, punten- en jongerenklassement Ronde van het Taihu-meer
3e etappe Ronde van Langkawi
1e etappe Ronde van Hainan

## Ploegen
- 2022 –  MitoQ-NZ Cycling Project
- 2023 –  Bolton Equities Black Spoke
- 2024 –  Burgos-BH
- 2025 –  Burgos Burpellet BH

Batt · Bostock · Burnett · Christensen · Currie · Fitzsimons · Fouché · Gate · Gough · Jackson · Jones · Kench · Mudgway · O'Donnell · Oram · Scott · Sexton · Stewart · Townsend · Wright · Gardner (stagiair) · Hornblow (stagiair) · Vercouillie (stagiair)
Alleno · Álvarez · Angulo · Aparicio · Bol · Bouglas · Chumil · Delgado · Díaz · Ezquerra · Fagundez · Fernandez · Franco · Fuentes · Gate · Jackson · Langellotti · Mora · Okamika · Pelegrí · Sainbayar · Vacek · Bennassar (stagiair) · Cabedo (stagiair) · Rey (stagiair)